# Hieracium microcephalum
Hieracium microcephalum es una especie de planta con flor del género Hieracium, de la familia Asteraceae, orden Asterales.

## Distribución
Hieracium microcephalum se distribuye por Perú, Bolivia y Argentina.

## Taxonomía
Fue descrita científicamente por Sch. Bip.